# الجرب (بني قيس الطور)

تعديل مصدري - تعديل

الجرب هي إحدى قرى عزلة ربع مسعود بمديرية بني قيس الطور التابعة لمحافظة حجة، بلغ تعداد سكانها 268 نسمة حسب تعداد اليمن لعام 2004.